# Uropsilus soricipes
Uropsilus soricipes es una especie de musaraña de la familia Talpidae.

## Distribución geográfica
Es  endémica de China, en Sichuan.

## Hábitat
Su hábitat natural son: bosques templados.